# 小珊瑚島

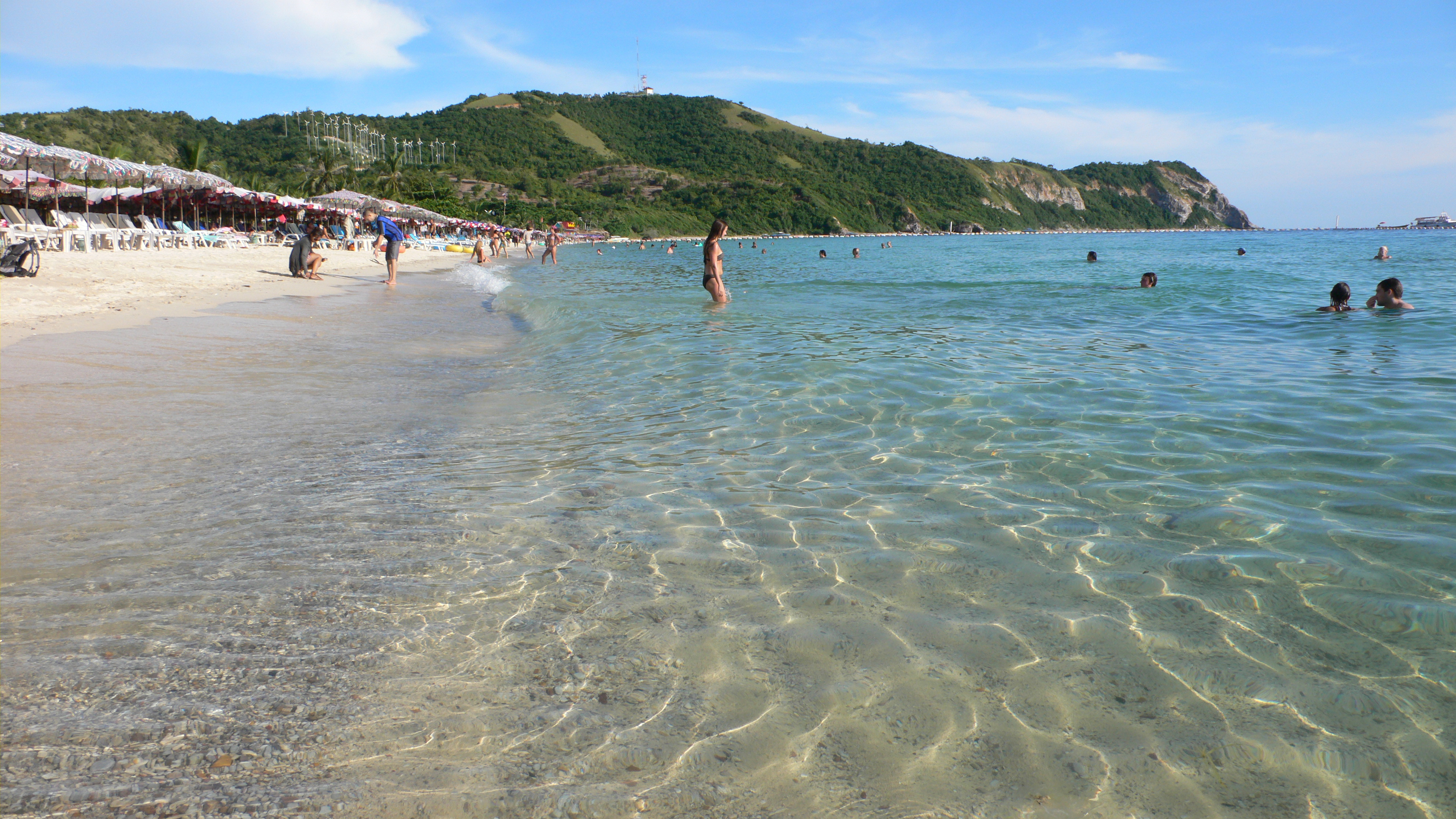
小珊瑚島景觀（下午）

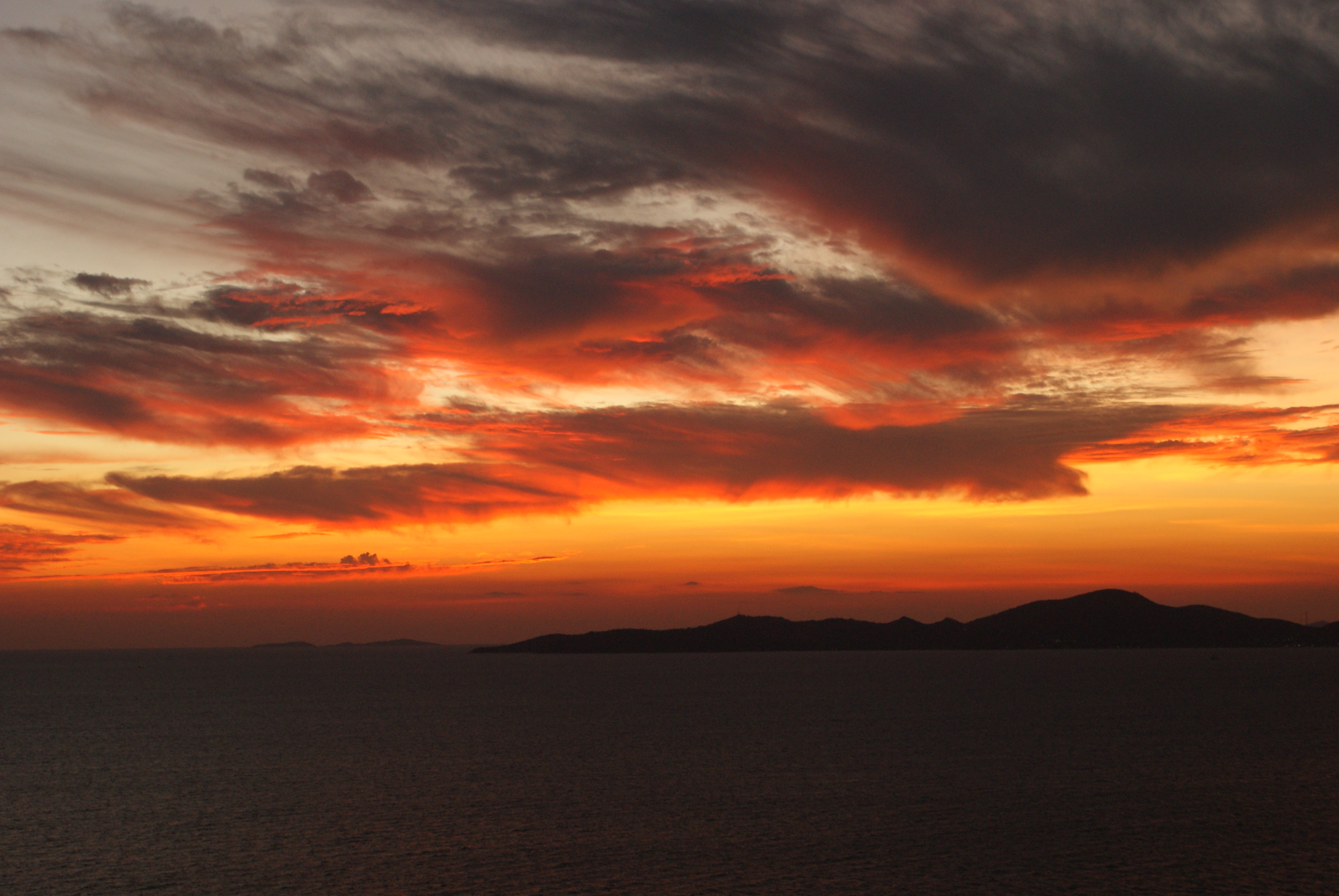
小珊瑚島景觀（落日）

小珊瑚島是一個位於暹羅灣附屬海灣曼谷灣中的島嶼。

## 地理[1]
小珊瑚島是泰國近島群島中最大的島嶼，其位於芭達雅的南方、曼谷灣的東南方、暹羅灣的東部。在行政區劃上，小珊瑚島隸屬於春武里府邦拉蒙县鹽田镇（อักษรนาเกลือ）。
小珊瑚島距離海岸約8公里，島嶼直徑為4公里。該島屬於高島型島嶼，島嶼最高海拔為250公尺處的一座佛教寺廟。島上植被多屬於低海拔熱帶植物。該島有兩座主要的村落：小珊瑚村以及克洛克梅克罕村。該島海岸有簡易型港口，提供小珊瑚島往返春武里府陸地的船班。芭達雅有許多小型旅行社提供小珊瑚島的套裝行程，其主要活動為浮潛以及到島上野餐。自芭達亞至小珊瑚島的船隻航程約為40分鐘，每日提供將近12小時的運航服務（07:00-19:00）。
小珊瑚島上的沙灘多位於島的西半部，其中最受歡迎的海灘為：大灣岩沙灘（Tawaen Beach）。該海灘附近有提供許多用餐（以海鮮料理為主）以及土產採購的服務。

## 外部連結
- Koh Larn website （页面存档备份，存于）（小珊瑚島旅遊資訊）
- Thailand lonely planet[永久]（小珊瑚島交通資訊）